# Bringkeng
Bringkeng is een bestuurslaag in het regentschap Cilacap van de provincie Midden-Java, Indonesië. Bringkeng telt 3048 inwoners (volkstelling 2010).